# Vitalij Ivanov
Vitalij Vladimirovitj Ivanov (ryska: Виталий Владимирович Иванов), född 3 februari 1976 i Karl-Marx-Stadt i Östtyskland (nuvarande Chemnitz i Tyskland), är en rysk tidigare handbollsspelare (mittnia).
Han var bland annat med och tog OS-brons 2004 i Aten.

## Klubbar
- CSKA Moskva (1998–2001)
- Tjechovskije Medvedi (2001–2012)